# Uhland (Teksas)
Uhland je grad u američkoj saveznoj državi Teksas. Prema popisu stanovništva iz 2010. u njemu je živjelo 1.014 stanovnika.